# Coppa del mondo di arrampicata 1993
La Coppa del mondo di arrampicata 1993 si è disputata dal 2 aprile al 10 dicembre, nell'unica disciplina lead.

## Tappe
La Coppa si è disputata su 6 gare.
| # | Data        | Città                | Nazione  |
| - | ----------- | -------------------- | -------- |
| 1 | 2 aprile    | Francoforte sul Meno | Germania |
| 2 | 15 maggio   | Zurigo               | Svizzera |
| 3 | 28 maggio   | Tolone               | Francia  |
| 4 | 27 agosto   | Mar Nero             | Russia   |
| 5 | 5 novembre  | Norimberga           | Germania |
| 6 | 10 dicembre | Laval                | Canada   |

## Classifica maschile lead
| Pos.                                                                        | Atleta           | GER      | SUI      | FRA     | RUS         | GER | CAN | Punti |
| --------------------------------------------------------------------------- | ---------------- | -------- | -------- | ------- | ----------- | --- | --- | ----- |
| 1                                                                           | François Legrand | 2        | 1        | 1       |             | 1   | 1   | 480   |
| 2                                                                           | François Petit   | 5        | 10       | 2       | 1           | 3   | 3   | 361   |
| 3                                                                           | Yuji Hirayama    | 1        | 7        | 5       |             | 2   | 28  | 277   |
| 4                                                                           | Severino Scassa  | 4        | 2        | 3       | 28          | 12  | 8   | 268   |
| 5                                                                           | François Lombard | 27       | 45       | 9       | 2           | 5   | 2   | 252   |
| 6                                                                           | Arnaud Petit     | 6        | 17       | 8       | 23          | 9   | 10  | 176   |
| 7                                                                           | Luca Zardini     | 9        | 5        | 7       | 8           | 39  | 32  | 171   |
| 8                                                                           | Elie Chevieux    | 28       | 13       | 4       | 6           | 20  | 17  | 158   |
| 9                                                                           | Ian Vickers      | 7        |          |         | 5           | 4   | 23  | 157   |
| 10                                                                          | Pavel Samoiline  | 11       | 4        | 6       |             | 28  | 26  | 141   |
| \| Legenda \| 1º posto \| 2º posto \| 3º posto \| A punti \| Senza punti \| |                  |          |          |         |             |     |     |       |
| Legenda                                                                     | 1º posto         | 2º posto | 3º posto | A punti | Senza punti |     |     |       |

## Classifica femminile lead
| Pos.                                                                        | Atleta              | GER      | SUI      | FRA     | RUS         | GER | CAN | Punti |
| --------------------------------------------------------------------------- | ------------------- | -------- | -------- | ------- | ----------- | --- | --- | ----- |
| 1                                                                           | Robyn Erbesfield    | 2        | 2        | 2       | 1           | 1   | 1   | 460   |
| 2                                                                           | Susi Good           | 1        | 1        | 3       | 2           | 2   | 3   | 425   |
| 3                                                                           | Elena Ovtchinnikova | 4        | 4        | 5       | 5           | 4   | 7   | 267   |
| 4                                                                           | Nanette Raybaud     | 6        | 3        | 4       | 3           | 20  | 12  | 260   |
| 5                                                                           | Natalie Richer      | 9        | 12       | 6       | 6           | 10  | 5   | 216   |
| 6                                                                           | Liv Sansoz          |          |          | 9       | 4           | 8   | 2   | 212   |
| 7                                                                           | Isabelle Patissier  | 3        |          | 1       |             |     |     | 165   |
| 8                                                                           | Luisa Iovane        | 8        | 7        | 18      |             | 17  | 8   | 157   |
| 9                                                                           | Karin Kavoussi      | 12       | 14       | 7       |             | 9   | 14  | 156   |
| 10                                                                          | Marietta Uhden      | 13       | 10       | 8       |             | 12  | 13  | 154   |
| \| Legenda \| 1º posto \| 2º posto \| 3º posto \| A punti \| Senza punti \| |                     |          |          |         |             |     |     |       |
| Legenda                                                                     | 1º posto            | 2º posto | 3º posto | A punti | Senza punti |     |     |       |